# François Normand des Salles
François Clet Achille Normant de la Villehelleuc des Salles est un homme politique français, né François Clet Achille Normant de La Ville-Helleuc, des Salles, le 5 février 1791 à Paris et mort le 2 janvier 1874 à Guenroc (Côtes-du-Nord).

## Biographie
Après une carrière militaire terminée avec le grade de capitaine du Génie, il devient conseiller général et député des Côtes-d'Armor de 1849 à 1851, siégeant à droite avec les monarchistes.

## Sources
- « François Normand des Salles », dans Adolphe Robert et Gaston Cougny, Dictionnaire des parlementaires français, Edgar Bourloton, 1889-1891 [détail de l’édition]